# Абу Дусухамбетов

Абу Дусухамбетов у центрі.

Абу Досмухамбетов (каз. Әбу Досмұхамбетов, за документами Аба Дусухамбетов) (15 червня 1920 , Петропавлівський повітd, Омська губерніяd  — 5 жовтня 1943 , Чорнобильський район, Київська область )) — старший лейтенант, командир 1-ї стрілецької роти 229-го стрілецького полку (8-я стрілецька дивізія, 13-та армія, Центральний фронт), старший лейтенант, Герой Радянського Союзу.

## Біографія
Народився 15 червня 1920 року в селянській родині в аулі Ушколь Михайлівської волості Петропавлівського повіту Омської губернії Російської РФСР, в 1979 році село Ушкуль ліквідовано, нині територія знаходиться в Андрієвському сільському окрузі Мамлютського району Північно-Казахстанської області Казахстану. У свідоцтві про народження працівником сільради на слух записаний як «Дусухамбет Аба».
Наприкінці 1920-х років його батьки та родина переїхали до села Жана Жол (нині не існує), розташоване між хутором Чебач'є та с. Бутиріне Бутирінської сільради Частоозерського району (нині Курганської області), вступили до колгоспу «Жана жол». Через ранню смерть батька зміг закінчити лише школу-семирічку. Закінчивши школу з відзнакою, пішов працювати до колгоспу «Жана жол». Завідував тваринницькою фермою. Був обраний секретарем комсомольської організації.
У Робітничо-селянській Червоній Армії з осені 1939 року. Закінчив школу сержантського складу, командував стрілецьким відділенням. Через рік служби було призначено заступником командира стрілецького взводу. 1941 року відправлений на курси молодших лейтенантів. Навесні 1942 року після закінчення курсів призначений командиром стрілецького взводу 229-го стрілецького полку 8-ї стрілецької дивізії 13-ї армії Брянського фронту. Брав участь у боях на Курській дузі. Кандидат у члени ВКП(б).
Дусухамбетов командував 1-ю стрілецькою ротою 229-го стрілецького полку у складі 13-ї армії Центрального фронту, восени 1943 року форсував Десну, Дніпро та Прип'ять. Рота Дусухамбетова в числі перших 22 вересня 1943 переправилася на правий берег Дніпра і захопила плацдарм у села Верхні Жари, прикривши вогнем переправу інших підрозділів полку.
5 жовтня 1943 року 15-й стрілецький корпус 13-ї армії утримував плацдарм на західному березі річки Прип'ять: (з півночі) силами 8-ї стрілецької дивізії на рубежі Семиходи — Янів — х. Чистогалівка, та (з півдня) силами 148-ї стрілецької дивізії на рубежі Чистогалівка — Лелів та 229-м стрілецьким полком 8-ї стрілецької дивізії — Лелів. Противник атакував з півночі, з району Довляди через Новошепеличі (понад батальйон піхоти з 15 танками) і з півдня, з міста Чорнобиля (понад 30 танків з піхотою), прагнучи відрізати радянські війська від переправ. Командуванням було прийнято рішення силами батальйону зустріти супротивника на марші, змусивши гітлерівців розвернутися в бойовий порядок у невигідних для них умовах, затримати ворога якнайдалі від плацдарму. У ході бою, кинувшись зі зв'язкою гранат (або протитанковою міною) під гусениці німецького танка, загинули командир 1-го стрілецького батальйону 229-го стрілецького полку Петро Ксенофонтович Баюк і заступник командира батальйону з політичної частини Абу Дусухамбетов. У другій половині дня 5 жовтня, після атак з боку Чорнобиля, Малого та Великого Корогода, противнику вдалося потіснити лівий фланг 15-го стрілецького корпусу та зайняти хутір Лелів. Місто Чорнобиль було звільнено 16 листопада 1943 року.
Похований на місці бою в Чорнобильському районі Київської області Української РСР, нині Іванківському районі Київської області. Перепохований за 600 метрів від мосту річки Прип'ять при вході до міста Чорнобиля. 1966 року перепохований у парку міста Чорнобиля. 1986 року було ще раз перепоховано в місті Славутичі в Іванківському районі Київської області.
Указом Президії Верховної Ради СРСР від 16 жовтня 1943 року за успішне форсування річки Дніпро на північ від Києва, міцне закріплення плацдарму на західному березі річки Дніпро та виявлені при цьому відвагу та геройство старшому лейтенанту Абу Дусухамбетову присвоєно звання Героя Радянського Союзу з врученням ордена Леніна та медалі «Золота Зірка».

## Нагороди
- Герой Радянського Союзу (16 жовтня 1943).
  - Орден Леніна
  - Медаль «Золота Зірка»
- Орден Вітчизняної війни 2-го ступеня (8 серпня 1943).
- Орден Червоної Зірки (12 лютого 1943).

## Ушанування пам'яті
- Іменем Дусухамбетова названі вулиці в Чорнобилі та Петропавловську.
- «Обласна спеціалізована гімназія-інтернат для обдарованих дітей ім. Абу Досмухамбетова» в Північно-Казахстанській області («Әбу Досмхамбетов атиндати облисті даринди балалара мамандандирил гімназія-інтернат»).
- У Петропавловську на території обласної спеціалізованої гімназії-інтернату для обдарованих дітей ім. Абу Досмухамбетова 8 травня 2008 року відкрито погруддя, висота якого становить 3 метри 60 сантиметрів, виготовлений місцевим скульптором Бахітжаном Рамазановим[8].